# RO-135
A RO-135 é uma rodovia longitudinal rondoniense. Também é denominada Rodovia Pastor Severo Antonio de Araujo, em homenagem a um pastor da Assembleia de Deus, no trecho definido pela Lei Estadual nº 1.830 de 20 de dezembro de 2007 sendo popularmente denominada aos demais trechos.
É uma rodovia de liga Ji-Paraná, D. Nova Londrina, Castanheiras, Novo Horizonte do Oeste, Alta Floresta d'Oeste, D. Izidolandia e D. Rolim de Moura do Guaporé, na fronteira com a  Bolívia.